# Mario Kummer
Mario Kummer, född den 6 maj 1962 i Suhl, Thüringen, är en östtysk tävlingscyklist som tog OS-guld i lagtempoloppet vid olympiska sommarspelen 1988 i Seoul. 